# Thoroughly Modern Millie

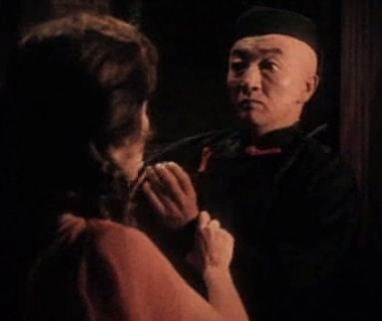
Mary Tyler Moore y Jack Soo durante el tráiler de Millie, una chica moderna (Thoroughly Modern Millie).

Millie, una chica moderna es una película estadounidense de 1967 del género comedia musical, dirigida por Tex Avery y George Roy Hill y protagonizada por Julie Andrews, James Fox, Mary Tyler Moore, John Gavin, Carol Channing, Beatrice Lillie y Pat Morita.
El guion fue escrito por Richard Morris, que se inspiró en un musical británico de 1956 llamado Chrysanthemum. Recibió el Premio Oscar a la mejor banda sonora (Elmer Bernstein) y el Premio Globo de Oro a la mejor actriz de reparto (Carol Channing).
La película también fue nominada, a siete Premios Óscar y cinco Premios Globo de Oro, entre otros. Además, su éxito permitió que Julie Andrews protagonizase los musicales Star! (1968) y Darling Lili (1970), aunque con menor recepción. Sin embargo, estas tres películas se consideran como ejemplos notables entre los últimos musicales de la era dorada de Hollywood.

## Argumento
En 1922, durante los Felices Años Veinte, Millie Dillmount (Julie Andrews) una decidida muchacha pueblerina deja su ciudad con rumbo a Nueva York para trabajar como taquígrafa, resuelta a vivir la vida y probar las "nuevas ideas" de la época en la gran ciudad, y de paso encontrar un marido rico. Allí conoce a Dorothy Brown (Mary Tyler Moore) que se autodefine como una huérfana adinerada, que a su vez desea conocer la vida de las muchachas de la clase trabajadora. A través de un amigo Jimmy Smith (James Fox) conoce también a Muzzy Van Hossmere (Carol Channing) una riquísima seductora y comienzan los contratiempos. También se enamora de su jefe Trevor Graydon (John Gavin) y descubre la vida secreta de su casera, la señorita Meers (Beatrice Lillie).

## Reparto y doblaje
| Actor                                                   | Personaje                  | Doblaje (España) 1967                |
| ------------------------------------------------------- | -------------------------- | ------------------------------------ |
| Julie Andrews                                           | Millie Dillmount           | Rosa Guiñón                          |
| Julie Andrews (canciones)                               | Millie Dillmount           | Teresa María                         |
| Mary Tyler Moore                                        | Dorothy Brown              | Consuelo Vives                       |
| Mary Tyler Moore (canciones) (doblada por Jackie Allen) | Dorothy Brown              |                                      |
| James Fox                                               | Jimmy Smith                | Miguel Ángel Valdivieso              |
| James Fox (canciones)(doblado por Jim Bryant)           | Jimmy Smith                | Miguel Ángel Valdivieso              |
| Carol Channing                                          | Muzzy van Hossmere         | Elsa Fábregas                        |
| Carol Channing (canciones)                              | Muzzy van Hossmere         | Luisita Tenor                        |
| John Gavin                                              | Trevor Graydon             | Arsenio Corsellas                    |
| John Gavin (canciones)(doblado por Bill Lee)            | Trevor Graydon             | Luis Olivares                        |
| Beatrice Lillie                                         | Sra. Meers                 | María Victoria Durá                  |
| Cavala Humphrey                                         | Srta. Flannery             | Marta Martorell                      |
| Pat Morita                                              | Oriental bajito            | Fernando Ulloa                       |
| Anthony Dexter                                          | Juárez, mayordomo de Muzzy | Joaquín Díaz                         |
| Elizabeth Hush                                          | Judith Tremain             | Roser Cavallé                        |
| Director de doblaje                                     |                            | Arsenio Corsellas                    |
| Estudio de doblaje                                      |                            | Voz de España, S.A.                  |
| Adaptador de las canciones al español                   |                            | Ernesto Santandreu (Maestro Damasco) |

## Making-of:Millie, una chica moderna(1967)
Millie, Una Chica Moderna (1967) (Thoroughly Modern Millie: Behind-the-scenes)
- Animación tradicional making-of: Millie, una chica moderna (1967) - Red Hot Riding Hood
- Imagen real making-of: Millie, una chica moderna (1967) - Nueva York Años 1920